# Santa Maria de Bugedo de Candepajares
Santa Maria de Bugedo de Candepajares és un monestir de Bugedo, Burgos (Espanya), a la frontera amb La Rioja, a 9 km al sud-oest de Miranda de Ebro i 4 km al nord de Foncea.

## Història

### Orígens

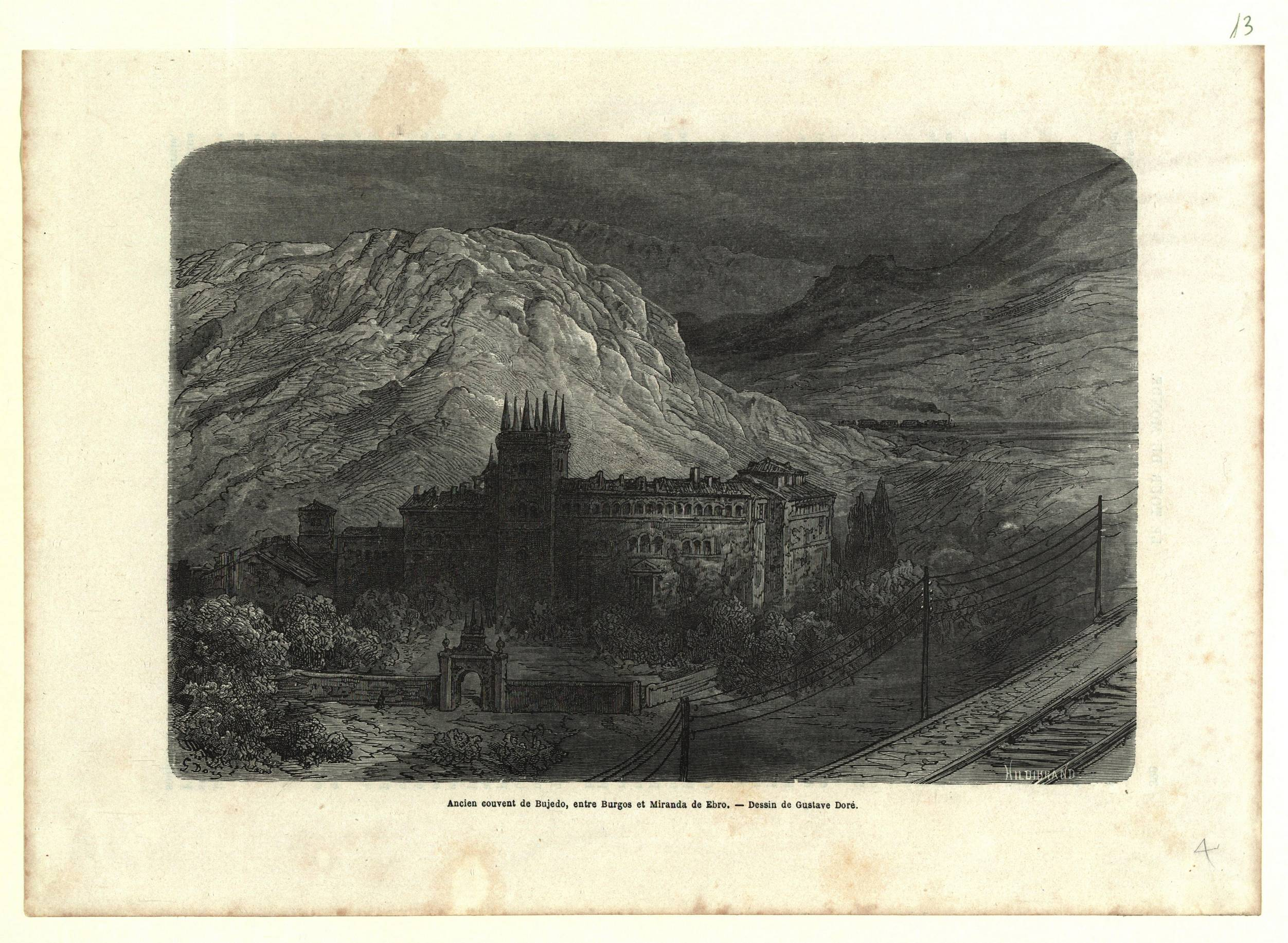
Il·lustració del monestir de Gustave Doré el 1862

Va ser fundat per Sancha Díaz de Fredes el 1162 i patrocinat pel rei Alfons VIII de Castella que li va atorgar nombroses terres. La seva pertinença va quedar subjecta a l'abadia de Sant Cristóbal de Ibeas de Juarros, de l'Ordre Premonstratenca. Destaquen en el conjunt arquitectònic tres absis d'estil romànic a la capçalera de l'església, una part central més alta i àmplia mentre que els laterals són més petits i semicirculars.

### Noviciat
Des del 1891 el monestir és dels Germans de les Escoles Cristianes de La Salle, que s'encarreguen del seu manteniment i utilitzen les dependències com a residència, Centre d'Espiritualitat i lloc de trobada de campaments i colònies de joves. Del 1891 al 1981 el monestir va incloure un Noviciat Menor, i entre 1949 i 1981 una Escola de Magisteri.
A l'església reposen, a l'altar lateral dret, les restes mortals dels religiosos màrtirs de Turón l'any 1934. Aquests vuit màrtirs van ser les primeres víctimes de la persecució religiosa a Espanya (1931-1939) en ser canonitzades. Van ser beatificats el 29 d'abril de 1990 pel papa Joan Pau II i canonitzats el 21 de novembre de 1999. Sant Benet de Jesús és el primer sant nascut a l'Argentina.

## Sobre el nom
El nom "Bujedo" pot també escriure's "Bugedo" indiferentment, doncs prové del llatí buxētum, lloc de boixos, tant per al nom del poble com del Monestir. L'ús quotidià ha fet que el nom del poble solgui escriure's Bugedo, per no confondre-ho amb Bujedo de Juarros, població i antic convent de la mateixa província, i el del monestir com Bujedo.